# Bronzesoldaten
Bronzesoldaten (estisk: Pronkssõdur, russisk: Бронзовый солдат), oprindelig "Monumentet for befrierne af Tallinn" (estisk: "Tallinna vabastajate monument", russisk: "Монумент освободителям Таллина"), i folkemunde kaldet Aljoša, er et sovjetisk mindesmærke over dem, der døde ved den sovjetiske besættelse af Estland i 1944, kort før 2. verdenskrigs afslutning.
Monumentet blev indviet den 22. september 1947. Det omfatter en 2 meter høj statue af bronze af en soldat i Den røde Hærs uniform med let spredte ben, sin hjelm i hånden og bøjet hoved foran en murvæg af dolomit. Monumentet var oprindelig (indtil 2007) opstillet i en lille park kaldet "Frihedens plads" (estisk: Vabaduse Väljak) på højdedraget Tõnismägi (oversat: Tõnisbjerg) i den vestlige del af det centrale Tallinn på et sted, hvor angiveligt de døde kroppe af et antal sovjetiske soldater blev begravet i april 1945.
I april 2007 blev monumentet flyttet til en nærliggende soldaterkirkegård af den estiske regering (estisk: Vabariigi Valitsus) og resterne efter de på stedet begravede blev opgravet, ligene identificeret og tilbudt slægtninge selv at lade begrave på en kirkegård i Estland eller Rusland, hvis der måtte være ønske om dette. Begrundelsen for flytningen af monumentet og de begravede var flere, herunder det uhensigtsmæssige i tilfældige begravelser uden for de dertil udpegede kirkegårde samt hensynet til den offentlige orden, idet monumentet var blevet et sted for gentagne mere eller mindre voldelige sammenstød mellem sovjet-russofile (se nedenfor) på den ene side og nationalistiske estere på den anden, hvilket hang sammen med den uens opfattelse af begivenhederne omkring Den røde Hærs indtrængen i Tallinn i 1944: for de sovjet-russifile symboliserede dette sejren over nazismen, for esterne besættelsen af deres land. Omflytningen gav anledning til sammenstød mellem sovjet-russofile og nationalsindede estere dels i Estland, dels i Rusland, hvor den estiske ambassade og den estiske ambassadør gentagne gange blev udsat for trusler af ulige art.

## Forudgående monument
Bronzesoldaten erstattede et på Tõnismägi tidligere opstillet monument, en pyramide af træ i blåt med en rød stjerne på toppen. Dette monument blev sprængt i luften om natten den 8. maj 1946 af to estiske unge piger, henholdsvis den 14-årige Aili Jürgenson og den 15-årige Ageeda Paavel som svar på de systematiske, sovjetiske fjernelser af estiske krigsmindesmærker vedrørende Estlands selvstændighedskrig. Begge piger blev siden arresteret af NKVD og sent til Gulag-lejrene.

## Udformning og design
Monumentet med bronzesoldaten foran dolomitmuren blev udformet i 1947 af den estiske kunstner Enn Roos og arkitekt Arnold Alas. Om udformningen har kunstneren selv udtalt: "Jeg forsøgte at gengive en mand i den sovjetiske hær uden overdreven patos, men som i midt i et ophold i krigstumulten har fundet en kort pause til med bøjet hoved at sørge ved sine faldne kammeraters grav". Kunstværket blev i sovjettiden beskrevet således: "Det er vel lykkedes at gengive en mand, der trukket sig ind i sig selv, dybt sørgende, men tillige rede til at kæmpe og fuld af vrede imod fjenden".
Monumentet blev indviet den 27. september 1947 på den tredje årsdag for Den røde Hærs indtrængen i Tallinn i 1944. Det var oprindelig tænkt som et mindesmærke over sovjetiske soldater, der døde under 2. verdenskrig og fik i 1964 tilføjet en evig flamme foran monumentet. Efter Estlands genvundne frihed i 1991 blev teksten ændret til "de, der faldt under 2. verdenskrig" og flammen slukket igen.

### Forbilledet usikkert
Det vides ikke hvem, der har været forbillede for statuen. Blandt foreslåede kandidater er den estiske vinder af guldmedaljen i brydning ved de olympiske lege i 1936 Kristjan Palusalu, hvilket ligeledes er hævdet af hans datter Helle Palusalu., men dette er benægtet af Enn Roos, der selv hævdede, at forbilledet var "en ung arbejder i nabolaget", og det menes, at der kunne være tale om en tømrer ved navn Albert Johannes Adamson Det er dog muligt, at grunden til Enn Roos benægtelse er, at Palusalu deserterede fra den sovjetiske hær og derfor var i miskredit i kommunistpartiet

### Gravpladsen
Den 25 september 1944 blev to sovjetiske soldater begravet på bakketoppen Tõnismägi, og flere andre begravede soldater rundt om i Tallinn blev efterfølgende genopgravet og derefter også begravet på bakketoppen i april 1945. Efter begravelserne af soldater fra Den røde Hær på Tõnismägi fik pladsen navneforandring til "Vabaduse Väljak" (Frihedspladsen) den 12. juni 1945 og bronzesoldaten tilføjet to år senere. Indtil de nye udgravninger i 2007 var der usikkerhed om identiteten af de begravede, uanset at en undersøgelse heraf var sat i gang af det estiske udenrigsministerium i 2006.
Den 23. april 2007, da Riigikogu holdt åbne døre, fortalte statsminister Andrus Ansip en række legender om monumentet: "En legende fortæller, at der er begravet to fordrukne personer, der blev kørt ned af en tank. Det vides fra sikre kilder, at efter 22. september (da Den røde Hær nåede Tallinn i 1944) var der den 23.-24. september i Tallinn ganske omfattende druk, for vodkafabrikken holdt åbne døre. Ifølge en anden legende blev også i september 1944 på Tõnismägi begravet to personer, men ifølge denne legende ikke fordi de var fordrukne, det var tankføreren derimod. En tredje legende fortæller, at to personer brød ind i en lejlighed for at stjæle, men blev mødt af en officer i et riffelkorps, der førte dem uden for, skød dem, og siden blev de begravet. Og endnu en fjerde legende, ifølge hvilken der var to sygehuse i nærheden, og folk døde på sygehusene, tiderne var usikre, ingen gad føre dem længere væk, og de blev begravet på stedet".
I henhold til de officielle dokumenter i Det militære Commisariat for det baltiske Militærdistrikt var følgende 13 soldater døde under 2. verdenskrig genbegravet i april 1945:
- Generalløjtnant Mihail Kulikov (Михаил Петрович Куликов) — leder af det 657. regiment, født i 1909 i Morshansk, Tambov oblast. Dræbt den 22. september 1944.
- Kaptajn Ivan Serkov (Иван Михайлович Сысоев) — politisk kommissær i det 657. regiment, født i 1909 i landsbyen Topsa, Arkhangelsk oblast. Dræbt den 22. september 1944.
- Soldat Dmitri Belov — 125. division. Dræbt i et slag 45 km fra Tallinn i september 1944.
- Polkovnik Konstantin Kolesnikov (Константин Павлович Колесников) — næstkommanderende i 125. division, født i 1897 i Zhilaya Kosa, Stalingrad oblast. Dræbt den 21. september 1944 i et slag 45 km fra Tallinn.
- Kaptajn Ivan Serkov (Иван Степанович Серков) — leder af efterretningsafdelingen i 79. lette artilleribrigade, født i 1922 i Ryazan oblast. Dræbt den 21. september 1944 i et slag 45 km fra Tallinn.
- Major Vasili Kuznetsov (Василий Иванович Кузнецов) — leder af 1222. artilleriregiment, født i 1908 i Ivanovo oblast. Dræbt den 22. september 1944.
- Løjtnant Vassili Volkov (Василий Егорович Волков) — leder af morterdeling i 125. division, født i 1923 i Kalinin oblast. Dræbt den 22. september 1944.
- Kaptajn Aleksei Brjantsev (Алексей Матвеевич Брянцев) — 125. division, født i 1917 i Altaj kraj. Dræbt den 22. september 1944.
- Sergent Stepan Hapikalo (Степан Илларионович Хапикало) — kampvognskommandør i 26. kampvognsregiment (ifølge officielle militære kilder død af sygdom), født i 1920 i Poltava oblast. Døde den 28. september 1944.
- Oversergent Jelena Varšavskaja (Елена Михайловна Варшавская) — divisionssygeplejeassistent i 40. morterregiment, født i 1925 i Poltava oblast. Døde den 22. (eller 23.) september 1944 i Tallinn.
- Sergent Aleksandr Grigorov — død den 7 marts 1945
- Generalløjtnant Kotelnikov — ingen yderlige oplysninger.
- Løjtnant I. Lukanov — ingen yderlige oplysninger.[9]

Yderligere er identificeret:
- Sergent Vassili Davōdov – 30. mekaniserede regiment, født 1915. Døde 22. september 1944.

Ifølge det estiske forsvarsministerium blev rester af 12 personer opgravet den 2. maj 2007 og ville blive genbegravet i slutningen af juni 2007 på kirkegården ved den flyttede statue. Arkæologerne sikrede, at der ikke fandtes rester af yderligere begravelser i jorden omkring monumentet.
Den russiske ambassade og andre tidligere sovjetstater blev bedt om at fremskaffe DNA materiale med henblik på en sikker identificering af de begravede. De identificerede skulle overdrages slægtninge for en genbegravelse. De foreløbige DNA-analyser viste 11 mænd og 1 kvinde blandt de 12 skeletrester. DNA-profiler af alle 12 blev overdraget til den russiske ambassade i Tallinn.

## Omtvistet opfattelse
Aljoša hører til de mest omtvistede monumenter i Estland (og formentlig i hele Europa). Det skyldes, at ulige grupper har en vidt forskellig opfattelse af, hvad monumentet symboliserer. Man kan alene i en estisk sammenhæng skelne mellem 4 ulige opfattelser:
1. den sovjet-russofile opfattelse,
2. den moderat russofile opfattelse,
3. den moderat estofile opfattelse,
4. den esto-nationalistiske opfattelse.

### Kommunistiske krigsveteraner og sovjet-russofile
For de få stadigt levende kommunistiske krigsveteraner fra 2. verdenskrig og nyere slægtled af sovjet-russofile er monumentet et minde om deres kamp for stalinkommunismens overlevelse under 2. verdenskrig og efterfølgende denne ideologis sejrrige udbredelse i Østeuropa. Disse grupper er erklærede modstandere af de selvstændige, østeuropæiske lande og så helst genindført et kommunistisk etpartisystem under en stærk ledelse, hensynsløs kamp mod alle anderledestænkende og disses bortsendelse til tvangsarbejdslejre i Gulag. I erkendelse af, at det er svære tider for denne tankegangs tilslutning, nøjes de med at erindre "de gode gamle dage", da undertrykkelsen blomstrede.
Disse grupper finder utvetydig støtte blandt russo-imperialister, der helst så det gamle zarrussiske imperium genskabt og alle de selvstændige, østeuropæiske lande genindlemmet i dette imperium (Finland, Estland, Letland, Litauen, Polen, Hviderusland, Ukraine, Moldova, Georgien, Armenien, Aserbajdsjan m.fl.). Fortaler for denne opfattelse er Vladimir Putin, der helt og fuldt har forsøgt at forfalske russisk historieskrivning til, at Sovjetunionen var Rusland (og som bevidst fornægter de grupper, der før og under 2. verdenskrig kæmpede for et frit og demokratisk Rusland, fx Andrejevitš Vlassov og Den russiske befrielsesarme).

### Moderate antifascister
Den anden, mere moderate russofile opfattelse ser monumentet som et minde om dem, der forsvarede "fædrelandet" imod en tysk invasion. Dette standpunkt er bedst formuleret af semiotikadoktor ved Tartu Universitet Jelena Melnikova-Grigorjeva og journalisten Anna Oršanskaja: "for de fleste russere betyder 2. verdenskrig, nærmere betegnet den tid, vi betegner som Den store Fædrelandskrig, personlig historie og tragedier. Vi blev opdraget i tanken om overvindelse af fascismen. Stolthed over denne sejr er en del af den folkelige, russiske identitet. Det betyder ikke, at vi negligerer stalinismens forbrydelser, fangelejre, deporteringer og bombningen af estiske byer. Vi holder ganske enkelt disse forhold adskilte. Det, et totalitært regime gjorde – imod sit eget folk – er én ting, slaget om Stalingrad, Kursk, sovjetiske soldaters heltegerninger og hejsningen af det røde flag på Rigsdagsbygningens tag (i Berlin, min tilføjelse) noget ganske andet. Og det er helligt for os". Disse russere lever med en splittet identitet: på den ene side er de ikke kommunister, på den anden opfatter de sig som "gode" russere, hvorfor enhver handling til Ruslands forsvar er af det gode, selv om det derved tillige opretholdt et forbryderisk (og tillige blandt andet den russiske befolkning undertrykkende) styre. De opfatter Aljoša som et mindesmærke over den ukendte soldat til fædrelandets forsvar, ikke som et symbol for undertrykkelse.

### Den ukendte soldat
Den tredje, moderat estofile opfattelse er, at monumentet er et minde over alle under 2. verdenskrig døde soldater uanset på hvilken side af fronten, de kæmpede. Der er her tale om en konstrueret tolkning for at retfærdiggøre bevarelsen af monumentet til trods for den sovjetiske uniform med mere. Det var i dette lys, at det besluttes at flytte monumentet til soldaterkirkegården, hvor soldater fra begge sider af fronten blev begravet.

### Et besættelsessymbol
Den fjerde, stærkt esto-nationalistiske opfattelse er, at monumentet slet og ret er et mindesmærke over de soldater, der døde under deres bestræbelser på at besætte det frie Estland og gennemføre en stalin-kommunistisk undertrykkelse af landet. Set fra dette standpunkt er der tale om et monument over Estlands fjender, der kæmpede imod de estere, som under hele 2. verdenskrig ene og alene ønskede at genskabe det frie Estland, der havde eksisteret før verdenskrigens udbrud i 1939. De opfatter et sådant monument over en "sejrrig" fjende som en fornærmelse imod det selvstændige Estland og som noget, der ingen plads burde have i et frit og selvstændigt land.

### En meningsundersøgelse
Den 1. maj 2006 offentliggjorde meningsmålingsinstituttet Faktum & Ariko en undersøgelse af befolkningens indstilling til en flytning af monumentet fra Tõnismägi. Den viste, at:
- blandt estere var 53% for, 29% imod en flytning,
- blandt russere i Estland var 16% for, 79% imod en flytning.[15]

## Monumentale sammenstød
På baggrund af de modstridende opfattelser af monumentet er det måske ikke helt uventet, at det før eller siden ville blive et sted for sammenstød mellem sovjet-russofile og nationalt sindede estere.
Siden Estlands selvstændighed var monumentet en samlingssted for kommunistiske veteraner og deres ligesindede (fortrinsvis men ikke udelukkende russisksprogede personer) der her hvert år den 9 maj fejrede sejren i 2. verdenskrig og den 22. september invasionen af Tallinn (kaldet "Tallinns befrielsesdag", estisk: Tallinna vabastamise aastapäev). Ved disse festligheder anvendes dels sovjetiske røde, dels russiske flag.
Samtidig har nationalt sindede estere ved samme monument lavet demonstrationer imod dette som et symbol på den sovjetiske besættelses forherligelse og krævet Aljoša fjernet fra gadebilledet.
Den 9. maj 2006 kom det til en åben konflikt ved monumentet, idet sovjet-russofile rev et estisk flag ud af hånden på nationalisten Jüri Böhm. Den 10. maj opfordrede de estiske nationalister Jüri Liim og Tiit Madisson til, at bronzesoldaten fjernedes fra Tõnismägi. I løbet af maj måned samme år forekom flere folkesammenkomster ved monumentet. De, der ønskede, at Aljoša skulle forblive på sin hidtidige plads, dannede en såkaldt antifascistisk komite og kommission kaldet "Det natlige vagthold" (estisk: "Öine vahtkond", russisk "Ночной дозор"), som bogstavelig talt dag efter dag demonstrerede sin tilstedeværelse ved monumentet. Politiet opfordrede folk til ikke at forsamles ved Tõnismägi og for at undgå sammenstød blev området udsat for vedvarende politiovervågning, der varede til begyndelsen af oktober måned 2006.

### Loven om gravfred
Den 11. oktober 2006 fremsatte repræsentanter fra de tre partier: Reformierakond, Isamaa ja Res Publica Liit og Sotsiaaldemokraatlik Erakond i parlamentet (estisk: Riigikogu) et forslag til lov om beskyttelse af krigsgrave (sõjahaudade kaitse seadus ). Lovforslaget blev vedtaget den 10. januar 2007 i Riigikogu med 66 stemmer og den 11. januar blev loven underskrevet af den estiske president Toomas Hendrik Ilves. Sõjahaudade kaitse seadus giver lovgrundlag for ombegravelse af rester efter begravede, hvis begravelse er sket på dertil uhensigtsmæssige steder såsom parker, offentlige friarealer, i bygninger uden for kirkegårde, på steder, hvor der kan forekomme sammenstimling af større folkemængder, og hvor der er bygninger til ikke-begravelsesformål, samtidig andre steder, der ikke muliggør en hæderfuld optræden over for gravpladserne. Lovens § 10 bestemmer, at gravsten og lignende sat på de oprindelige steder for begravelser i tilfælde af ombegravelse flyttes til det nye gravsted. Bronzesoldatens selvudnævnte beskyttere opfattede dette som et angreb rettet imod monumentet, og loven blev skarpt kritiseret fra officiel russisk side og i russiske medier. "Öine vahtkond" truede med uroligheder. Det blev siden afsløret, at repræsentanter for den russiske ambassade havde holdt møder med medlemmer af "Öine vahtkond".
Den 22. august 2006 afholdtes i Tallinn byrådssal et rundbordsmøde om Bronzesoldaten. Ulige grupper var blevet inviteret til at deltage, men repræsentanter fra Isamaaliit, Res Publica og Reformierakond var ikke til stede. Ej heller deltog af sproglige årsager repræsentanter fra det russiske Konstitutsioonierakond. Partiet Keskerakond organiserede arrangementet, der havde deltagelse af de i Riigikogu repræsenterede partier Rahvaliit og daværende opositionsparti Sotsiaaldemokraatlik Erakond, der begge var tilhængere af at lade monumentet forblive på Tõnismägi.
I marts 2007 afholdtes parlamentsvalg, og den hidtidige regering bestående af Reformierakond og Keskerakond blev opløst og erstattet af en regering omfattende Reformierakond, Isamaa ja Res Publica Liit og Sotsiaaldemokraatlik Erakond.
Blandt de første opgaver, regeringen tog fat på, var spørgsmålet om Tõnismäe-monumentets fremtid.
Et lovforslag om fjernelse af forbudte anlæg (Keelatud rajatiste kõrvaldamise seaduse eelnõu) blev vedtaget i Riigikogu med 46 stemmer for og 44 imod den 15. februar 2007. I henhold til en lovrettelse af 13. februar skulle regeringen i løbet af 30 dage fra lovens vedtagelse fjerne Tõnismäe-monumentet, men loven trådte ikke i kraft, idet præsidenten den 22. februar nægtede at underskrive denne lov med den begrundelse, at "loven er i strid med Den estiske Republiks grundlov, først og fremmest adskillelsen af ulige magtinstanser".

### Flytningen
Den 25. april 2007 indkaldte forsvarsminister Jaak Aviksoo til en pressekonference, hvorved han oplyste, at der på Tõnismägi ville blive opstillet et stort telt i forbindelse med planlagte, arkæologiske udgravninger. Forud for igangsættelsen af udgravningerne afholdtes en bøn ved en russisk ortodoks præst. Aviksoo tilføjede, at ulige sikkerhedshensyn spillede ind, men gav ikke yderligere oplysninger om hvilke.
Den 26. april 2007 blev Bonzesoldaten omgærdet af et pigtrådshegn, og et stort telt blev rejst til beskyttelse for den samtidig indledte arkæologiske udgravning. Uropolitiet spredte samme eftermiddag selverklærede beskyttere af monumentet, der mødte op for at tilkendegive deres utilfredshed med begivenhedernes forløb.
Ved et rundbordsmøde den 26. april i Tallinn Byråd (Tallinna Volikogu) deltog Jaak Aaviksoo, der udtalte, at det næppe var sandsynligt, at det hvide telt, der den 26. april om mongenen var rejst på Tõnismägi i forbindelse med den planlagte arkæologiske udgravning, også ville være der den 8. og 9. maj 2007. Han udtalte: "Når forholdene er klarlagte, skal der i henhold til Gravbeskyttelsesloven tages en bindende beslutning om ombegravelse af resterne af begravede og af omflytning af gravmælet. Jeg vil ikke forhaste mig og forudskikke beslutningens indhold. Den afhænger meget af det fundne og i nogen grad af den foranstående dialog, der kan vare uger, måske måneder. Vi venter derfor til tiden er inde".
Om aftenen og natten den 26. april indtrådte uroligheder i Tallinn, idet demonstranterne i løbet af aftenen og natten drev hærgende om, smadrede og knuste vinduer, brød ind og stjal varer – fortrinsvis alkoholiske drikkevarer og slik, men i øvrigt alt, hvad de kom i nærheden af – og ødelagde alt, hvad de kom i kontakt med efter bedste evne (bronzenatten).
Under indtryk af de uroligheder, der således indtrådte, nedsatte regeringen en krisekommission omfattende statsministeren, forsvarsministeren og indenrigsministeren, og som tilrådede regeringen at lade monumentet omgående nedtage og flytte. Dette var eneste punkt på et regeringsmøde afholdt om natten og afsluttet med beslutning herom kl. 3.40. Mødet havde karakter af en rudringning til samtlige ministre. Statsminister Andrus Ansip udtalte i den forbindelse: "Vi ønskede at gennemføre flytningen af gravmælet i fuld åbenhed og på værdig vis, men må desværre indrømme, at det ikke lykkedes. Det smerter mig, at mange mennesker fulgte provokatørerne og deltog i vandaliseringen". Den 27. april 2007 tidligt om morgenen kl. 4.45 blev Bronzesoldaten løftet op på en lastbil og kørt til et hemmeligt sted til opbevaring indtil nyopstillingen, og umiddelbart efter begyndte nedtagningen af muren sten for sten. Kl. 8.06 var den gamle monumentplads ryddet.
Den 27. april 2007 fortsatte urolighederne indtil kl. 4 om morgenen.
Den 28. aprilil 2007 varede de den foregående dag om eftermiddagen genoptagne uroligheder til kl. 2 om natten.
De følgende dage skete der ikke yderligere uroligheder i Tallinn, men stemningen var spændt.

### Russiske angreb på Estland
Beslutningen om monumentflytningen gav anledning til flere reaktioner i Rusland.
Den 27. april 2007 vedtog den russiske Statsduma (parlament) en resolution med krav om at bringe det diplomatiske niveau med Estland ned på et lavere plan og desuden indføre økonomiske sanktioner: "Idag kræver Statsdumaens repræsentanter af Ruslands regering omgående tiltag, der afspejler principiel fordømmelse af Estlands myndigheders amoralske handlinger, først og fremmest inden for områderne handel og økonomi, blandt andet transport, energi og finansvæsen". Desuden fandt man, at den estiske ambassadør burde indkaldes til konsultationer, samt at der burde indføres indrejseforbud for de estiske politikere, der efter Dumaens opfattelse havde besudlet sig ved gravskænderi.
Allerede samme dag, som Dumaen vedtog sin resolution, ved middagstid den 27. april, blev den estiske ambassadørs bil omringet, da den kørte ud fra ambassaden for at køre til fjernsynsstationen Russia Today, hvor den estiske ambassadør Marina Kaljurand skulle give et interview. I tre kvarter blev ambassadøren tilråbt med udtryk som "Marina, det er på tide at rejse tilbage til det fascistiske Estland". Kreml-sindede unge Naši-aktivister afspærrede ambassaden. Først efter krav fra ankommende OMON-sikkerhedsstyrker fik bilen lov at vende tilbage til ambassaden. Den 29. april begyndte de unge at forhindre besøgende i at komme ind på den estiske ambassade, uden at militsen derfor greb ind. Lederne af Naši, Molodaja Gvardija og Mestnője vedtog et ultimatum, der blev faxet til ambassaden, om, at den estiske regering skulde undskylde over for Rusland, at Estland skulle stoppe repressalier imod russere, samt at Estland skulle fastsætte en dato for at genopstille monumentet på Tõnismägi. De gav to dage til at imødekomme kravene. "Derefter fastsætter vi en frist for demontering af den estiske ambassades statslige symboler i Moskva" meddelte Naši-lederen Jakimenko. Henved 300 unge deltog i afspærringen og kastede æg og maling mod ambassadebygningen, og det lykkedes de unge at nedrive det estiske flag. Takket være OMON-tropper fik ambassaden det estiske flag tilbage ,men i iturevet tilstand. Helt galt gik det den 2. maj, da Marina Kaljurand deltog i en pressekonference: 16-20-årige unge bestormede pressekonferencerummet under råbet "Fascisme lykkes ikke", og kun takket være en estisk politibetjent i civil, der sprøjtede pebergas mod de unge, lykkedes det at beskytte ambassadøren mod at blive udsat for personlig vold, eftersom de russiske sikkerhedsfolk ikke kunne stoppe Naši-aktivisterne og ingen militsrepræsentanter var tilstede. Da ambassadøren kørte tilbage til ambassaden, blev hendes bil på ny omringet og forhindret i at køre i henved 5 minutter, indtil OMON-tropper skred ind.
Den 1. maj rejste Naši-aktivister en teltby i den del af Narva, der ligger øst for Narva-floden (på russisk-okkuperet område) for at stoppe indkommende lastbiler. De unge havde slagord som "SS-biler slipper ikke igennem" og "Rusland føder ikke på gravskændere", men denne gang skred myndighederne dog ind: 11 unge blev arresteret og blokaden ophævet.

### Genopstillingen
Den 30. april 2007 blev monumentet opstillet på sin nye plads, Hærens kirkegård i Tallinn (Tallinna Kaitseväe kalmistu). Den 30. april og 1. maj besøgte en Statsduma-delegation Estland for at bese statuen på sit nye opstillingssted. Under en pressekonference på den russiske ambassade i Tallinn krævede den tidligere leder af den russiske sikkerhedstjeneste (FSB) Nikolai Kovaljov og dumaens udenrigskommissions viceleder Leonid Slutski, at de politifolk, der havde stoppet de unge bøllers hærværk og røverier, skulle stilles til regnskab. Slutski hævdede, at den estiske regering ved at skride ind mod marodørerne havde overtrådt menneskerettighederne, og at en sådan regering ikke har plads i det 21. århundredes Europa. Da en journalist fra avisen Postimees spurgte hvorfor repræsentanter fra den russiske ambassade havde holdt møder med repræsentanter for "Öine vahtkond", svarede den russiske ambassadør Nikolai Uspenski, at det var et provokerende spørgsmål, som ikke hørte hjemme på pressekonferencen. Delegationen nægtede at deltage i et møde i det estiske udenrigsministerium med næstformanden for Riigikogu Kristiina Ojuland og udenrigskomissionens formand Sven Mikser. Den estiske udenrigsminister Urmas Paet kommenterede: "Dumadelegationens medlemmers opførsel har været dybt utilgivelig ligesom deres udtalelser. Det er utilstedeligt at lyve om bronzesoldaten, at kræve ændringer i den estiske regering, at fremkomme med andre uforskammede udtalelser og ikke deltage i et planlagt møde".
Den 8. maj 2007 afholdtes en afdæmpet erindringsceremoni ved monumentet med deltagelse af repræsentanter dels fra den estiske regering, dels fra udlandske ambassader.
Den 9. maj 2007 aflagdes besøg af sovjet-russofile dels på Tõnismägi, hvor monumentet tidligere havde stået, dels ved den nye placering på kirkegården. Folk bragte blomster, og dagen fejredes uden uroligheder.

## Eksterne links
- Sõjahaud Tallinnas Arkiveret 15. oktober 2007 hos  Wayback Machine — Officiel orientering fra den estiske regering om monumentet og dets flytning (herunder estisk, engelsk og russisk)
- Tallinnas Tõnismäel asuv punaarmeelaste ühishaud ja mälestusmärk. Ajalooline õiend Arkiveret 27. september 2007 hos  Wayback Machine – historisk redegørelse om monumentet og de begravne (estisk)
- Kultuurimälestiste riiklik register: II maailmasõjas hukkunute matmispaik – statsligt kulturmindesmærkeregister (estisk)
- Sõjahaudade kaitse seadus – lov om gravfred (estisk)
- Allkirjad pronkssõduri eemaldamiseks 1 Arkiveret 31. oktober 2007 hos  Wayback Machine, 2 Arkiveret 21. oktober 2006 hos  Wayback Machine – underskrifter til støtte for monumentets flytning (estisk)
- Allkirjad pronkssõduri eemaldamise vastu Arkiveret 5. maj 2009 hos  Wayback Machine – underskrifter imod flytning af monumentet(russisk)
- Petitsioon Eesti toetuseks Arkiveret 28. maj 2008 hos  Wayback Machine

| Wikinews | Wikinews: One killed in clashes over World War monument in Estonia – relateret nyhedssag på engelsk |

59°25′17.99″N 24°45′55.67″Ø / 59.4216639°N 24.7654639°Ø